# Камакурський уряд

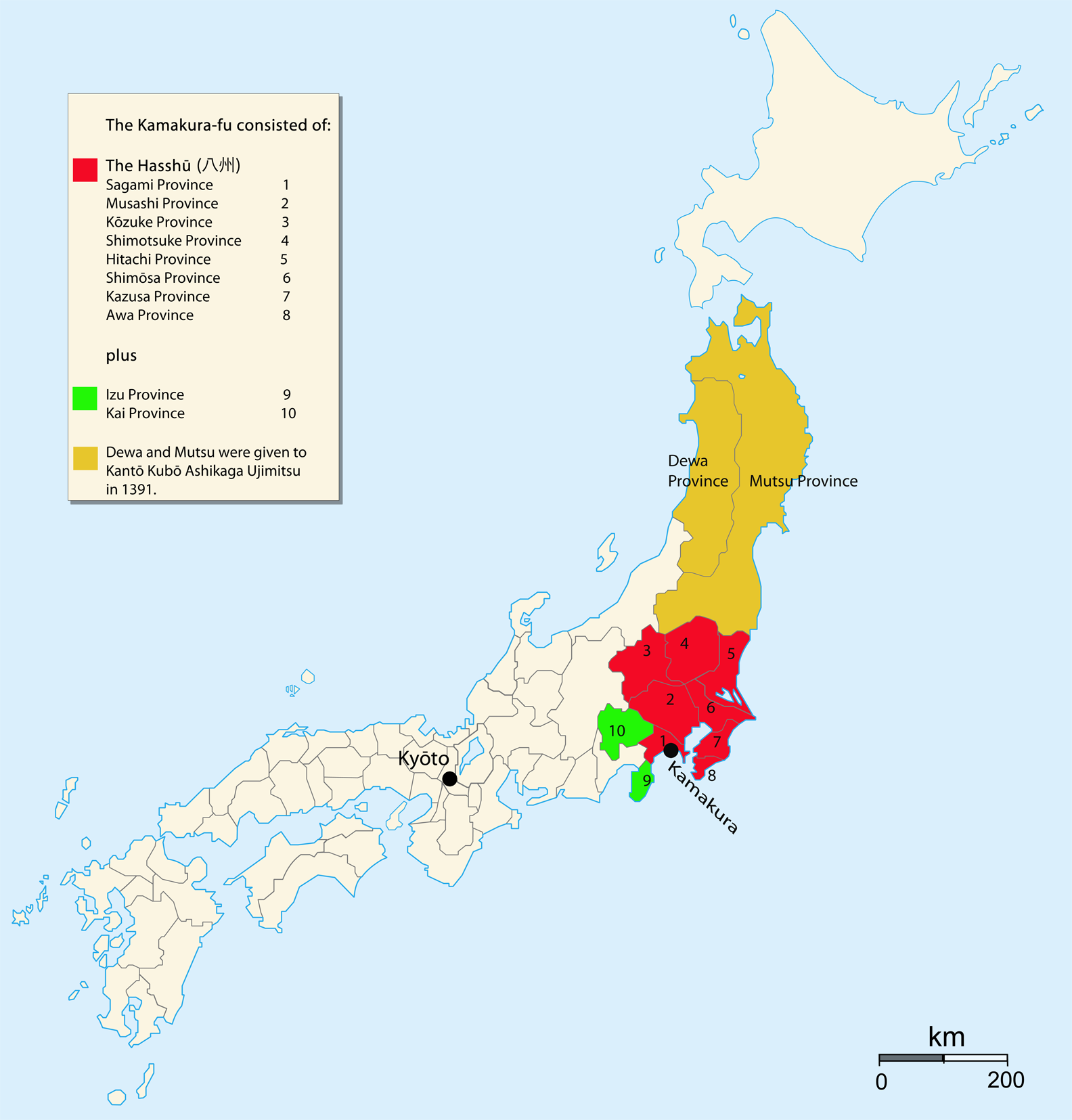
Камакурський уряд в період найбільшого піднесення

Кама́курський уряд (яп. 鎌倉府, かまくらふ, Камакура-фу) — у Японії XIV—XV століть автономна адміністрація шьоґунату Муромачі, що керувала справами 11 провінцій регіону Канто. Заснована у 1349 році. Резиденція знаходилась у Камакурі і очолювалася камакурським державцем, намісником столичного шьоґуна. Державці призначався з роду Ашікаґа і мали радників канреїв з роду Уесуґі. До повноважень адміністрації входили збір податків та здійснення поліцейських функцій у регіоні. Питання земельної власності, судочинства, призначення на посади кантоського духовенства залишалося у компетенції центрального уряду в Кіото. Занепад відбувся у наприкінці XV століття у зв'язку з чварами в середині родини канреїв Уесуґі. Також — Кантоський уряд (яп. 関東府, かんとうふ, Канто-фу).